# 202. pr. Kr.
◄ | 4. stoljeće pr. Kr. | 3. stoljeće pr. Kr. | 2. stoljeće pr. Kr. | ►
◄ | 230-ih pr. Kr. | 220-ih pr. Kr. | 210-ih pr. Kr. | 200-ih pr. Kr. | 190-ih pr. Kr. | 180-ih pr. Kr. | 170-ih pr. Kr. | ►
◄◄ | ◄ | 205. pr. Kr. | 204. pr. Kr. | 203. pr. Kr. | 202 pr. Kr. | 201. pr. Kr. | 200. pr. Kr. | 199. pr. Kr. | ► | ►►
Astronomija

## Događaji
- 19. listopada – Bitka kod Zame. Rimljani pod vodstvom Scipiona Afričkog porazili Kartažane pod vodstvom Hanibala kojem je to bio jedini, ali odlučujući poraz. Ovom je bitkom završen drugi Punski rat.